# Холстовка (Ульяновская область)
Холстовка — село в Павловском районе Ульяновской области, административный центр Холстовского сельского поселения.
Население — 513 (2010) человек.

## География
Село находится в пределах Приволжской возвышенности, являющейся частью Восточно-Европейской равнины, на реке Ломовка, на высоте около 290 метров над уровнем моря. Северо-восточнее села — крупный лесной массив. Рельеф местности холмистый. Почвы — чернозёмы оподзоленные.
Село расположено примерно в 18,5 км по прямой к северо-северо-востоку от районного центра посёлка городского типа Павловка. По автомобильным дорогам расстояние до районного центра составляет 25 км, до областного центра города Ульяновска — 230 км. На севере Холстовка граничит с селом Найман, на юго-востоке — с деревней Раштановка. 
Часовой пояс
Холстовка, как и вся Ульяновская область, находится в часовой зоне МСК+1. Смещение применяемого времени относительно UTC составляет +4:00.

## История
Холстовка впервые упоминается в «ревизских сказках» в 1782 г., хотя мордва-эрзя, проживающая в селе, свою историю ведут с 16 века. 
В Списке населённых мест Российской империи по сведениям за 1859 год упоминается как казённая деревня Холстовка Хвалынского уезда Саратовской губернии, расположенная при реке Ломовке по правую сторону тракта из города Хвалынска в квартиру второго стана и в Кузнецкий уезд на расстоянии 72 вёрст от уездного города. В населённом пункте насчитывалось 107 дворов, проживали 458 мужчин и 455 женщин, имелся православный молитвенный дом. 
Согласно переписи 1897 года в Холстовке проживали 1660 жителей (777 мужчин и 883 женщины), из них православных — 1655.
Согласно Списку населённых мест Саратовской губернии 1914 года село Холстовка относилось к Старо-Печеурской волости. По сведениям за 1911 год в селе проживали преимущественно бывшие государственные крестьяне, мордва, составлявшие одно сельское общество, к которому относилось 315 дворов, в которых проживали 1182 мужчины и 1152 женщины, всего 2334 жителя. Не входили в состав сельского общества 8 хозяйств, 17 мужчин и 23 женщины, всего 40 человек.
16 июля 1928 года Холстовка вошла в состав Павловского района Кузнецкого округа Средне-Волжского края / С 1935 года — Куйбышевского края / С 1936 года — Куйбышевской области.
В 1933 году церковь закрыли и отдали под зернохранилище и склад вещей МТС колхоза «Знамя коммунизма».
С 1943 года — в составе Ульяновской области.
С 2005 года — центр Холстовского сельского поселения.
С 2016 года уроженцы села — Мантуровы: Тамара Фёдоровна, Валентин Иванович и их сын Денис Валентинович, министр промышленности Российской Федерации. Благодаря жертвенности этих людей происходит преображение села: отремонтирована школа, детский сад, дом культуры, устроены детские площадки, асфальтируются дороги, восстановлена церковь. Губернатор Ульяновской области Сергей Морозов, администрация района решили вопрос о передаче  в собственность бывший дом священника, в котором находился ФАП, в пользу церкви.

## Население
Динамика численности населения по годам:
| Годы      | 1859 | 1897 | 1911 | 1989 | 2002 |
| --------- | ---- | ---- | ---- | ---- | ---- |
| Население | 914  | 1660 | 2374 | ≈790 | 579  |

| 1859 | 1897  | 1911  | 1989 | 2002 | 2010 |
| ---- | ----- | ----- | ---- | ---- | ---- |
| 914  | ↗1660 | ↗2374 | ↘790 | ↘579 | ↘513 |

Национальный состав
Согласно результатам переписи 2002 года мордва составляла 86 % населения села.
Известные уроженцы
- Тамара Мантурова (дев. Инюшева) — художница и писательница, меценат, мать министра промышленности и торговли Российской Федерации Дениса Мантурова[13].

## Достопримечательности
- Церковь Михаила Архангела (Михайлоархангельская церковь)[14][13][15][16][17][18][19][20]